# Liste des autoroutes de l'Algérie

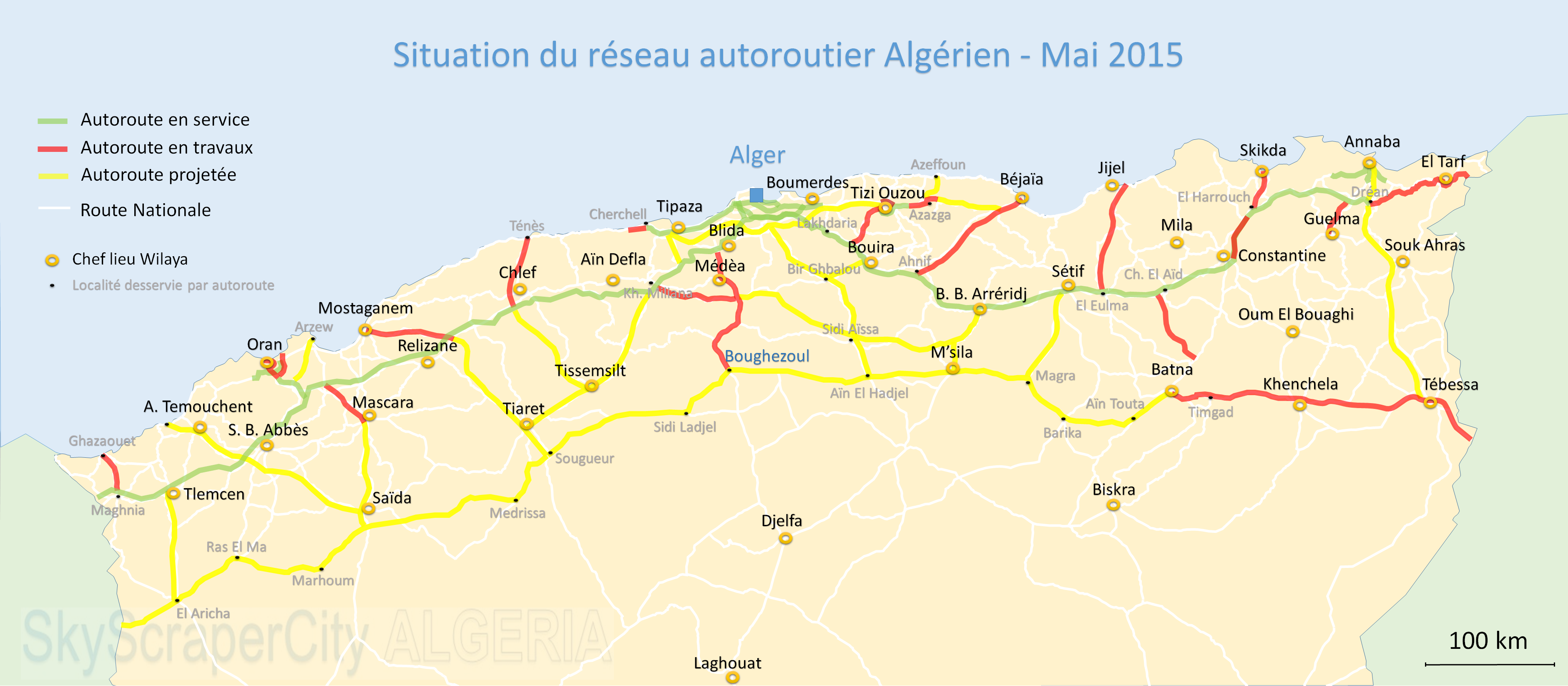
Le réseau autoroutier algérien en mai 2015

L'Algérie compte en 2022, un réseau autoroutier  d'environ 1 843 km, 1877 km en 2x3 voies et 66 km en 2x2 voies.du Maroc jusqu'à la Tunisie. dans la cadre du projet du grand Maghreb. et d’avoir alger comme capitale du grand Maghreb au futur.
Le réseau autoroutier algérien est exploité par l'Algérienne des autoroutes (ADA).
Pour le moment, l'ensemble du réseau autoroutier algérien est sans péage gratuit. Les gares de péages sont en voie de finalisation et le lancement du péage autoroutier est sans cesse reporté. La vitesse maximale autorisée sur l'ensemble du réseau est de 120 km/h.

## Règles de nomenclature
En Algérie, les routes classées en autoroute ont pour préfixe la lettre A suivie de deux chiffres. Les bifurcations sont numérotées également par la lettre A suivie du numéro de l'autoroute de branchement et de deux autres chiffres.

## Historique
Le projet d'autoroute reliant les grandes villes du nord est envisagé dès les années 1970 par le ministère algérien du plan.
Les études préliminaires ont été réalisées en 1983. Elles ont porté sur le choix du couloir du tracé, les prévisions du trafic, l’évolution des indicateurs économiques et les différentes incidences du projet, elles ont donné lieu, au cours de leur réalisation, à de nombreuses concertations et ont abouti au choix du couloir, approuvé en Conseil des Ministres au mois de juin 1987.
Les études d'avant projet sommaires (APS) sur environ 1 100 km entre Annaba et Tlemcen ont été engagées en 1988 et terminées en 1994.
Le financement du projet par les pouvoirs publics dans un contexte d'endettement est très compliqué. Durant les années 1990 et 2000, les premiers tronçons sont financés par des prêts étrangers.
Le 18 juin 1990, la Banque européenne d'investissement (BEI) accorde un prêt de 40 millions d'euros pour un premier tronçon de 30 km entre Blida et El Affroun. Un an plus tard en 1991, la même institution prête 31 millions d'€ pour le contournement de la ville de Bouira. En 1993 et 1994, c'est un total de 100 millions d'euros qui sont débloqués pour le tronçon Lakhdaria - Bouira. De nouveau 140 millions d'€ en 2000 et 70 millions d'€ en 2002 sont investis pour terminer ces deux tronçons est et ouest d'un total 80 km. Leur réalisation par des entreprises algériennes ne sera achevée qu'entre 2004 et 2006.
Le 3 octobre 1995, un nouveau tronçon de 30 km entre El Affroun (wilaya de Blida) et Hoceinia (wilaya de Aïn Defla) est déclaré d'utilité publique et une enveloppe de 266 millions de dinars est dégagée pour les expropriations.
Ce n'est qu'en 2002 que le Fonds arabe pour le développement économique et social (FADES) accorde un prêt de 86 millions de dollars, qui ne sera consommé qu'à 30 % pour sa réalisation,.
Entre 1996 et 2002, la Banque africaine de développement (BAD) a accordé un prêt de 161 millions de dollars pour le tronçon de contournement de la ville de Constantine sur 29 km entre Aïn Smara et El Meridj,,.
Avec le retour des équilibres et la bonne santé des finances publiques, le président Abdelaziz Bouteflika décide en février 2005, près d'un an après sa réélection de financer l'intégralité des tronçons restants par le trésor public, contre l'avis de son ministre des finances.
Le 25 juillet 2005, un décret exécutif est publié pour déclarer d'utilité publique l'opération portant réalisation de l'autoroute Est-Ouest sur l'ensemble de son tracé.

## Réseau autoroutier

### Autoroutes et Pénétrantes
Les autoroutes et pénétrantes répertoriées ci-dessous sont celles définies officiellement en mai 2022.

#### De A1 à A9
| N° | Désignation de l'autoroute | Point kilométrique de départ      | Point kilométrique de fin           | Longueur (km) | Wilayas traversées                                                                                               | Observations |  |
| -- | -------------------------- | --------------------------------- | ----------------------------------- | ------------- | --- | --- |  |
| A1 | Autoroute Nord-Sud         | Rocade Nord d'Alger à Hussein Dey | N40, à Boughezoul (wilaya de Médéa) | 173           | Alger, Blida et Médéa                                                                                            | L'ancienne autoroute dénommée A1 est pour une large part l'actuelle autoroute A3 |  |
| A2 | Autoroute de l'Est         | A1) à Birtouta (wilaya d'Alger)   | Aïn El Assel (Wilaya d'El Tarf)     | 614           | Alger, Blida, Boumerdès, Bouira, Bordj Bou Arréridj, Sétif, Mila, Constantine, Skikda, Annaba, Guelma et El Tarf | L'autoroute est limitée à Dréan jusqu'au 12 août 2023, puis achevée avec la mise en service du dernier tronçon de 84 km à cette date.                                                                     |  |
| A3 | Autoroute de l'Ouest       | A1) à Chiffa (Wilaya de Blida)    | Maghnia (wilaya de Tlemcen)         | 511           | Blida, Aïn Defla, Chlef, Relizane, Mostaganem, Mascara, Sidi Bel Abbès et Tlemcen                                | Au delà de la sortie de Maghnia, l'Autoroute continue jusqu'aux alentours du poste-frontière de Zouj Beghal mais est inaccessible, cela est dû à la fermeture des frontières entre l'Algérie et le Maroc. |  |

#### De A20 à A29
| N°  | Désignation de l'autoroute | Point kilométrique de départ  | Point kilométrique de fin        | Longueur (km) | Wilayas traversées | Observations |
| --- | -------------------------- | ----------------------------- | -------------------------------- | ------------- | ------------------ | --- |
| A20 | Pénétrante de Bejaia       | A2 à Ahnif (wilaya de Bouira) | N75 à Amizour (wilaya de Béjaïa) | 100           | Bouira et Béjaïa   | Après l'inauguration du tronçon Souk Oufella (Takrietz) à Timezrit en Juillet 2023, l'autoroute devra être prolongée jusqu'au Port de Béjaïa ultérieurement. |

#### De A60 à A69
| N°  | Désignation de l'autoroute | Point kilométrique de départ      | Point kilométrique de fin              | Longueur (km) | Wilayas traversées     | Observations                                                                      |
| --- | -------------------------- | --------------------------------- | -------------------------------------- | ------------- | ---------------------- | --------------------------------------------------------------------------------- |
| A60 | Pénétrante de Mostaganem   | Mostaganem (wilaya de Mostaganem) | N90A à El Hamadna (wilaya de Relizane) | 66            | Mostaganem et Relizane |                                                                                   |
| A62 | Pénétrante d’Oran          | A3 à Oggaz (Wilaya de Mascara)    | N4 à El Kerma (wilaya d’Oran)          | 24            | Mascara et Oran        | A terme, l'autoroute devrait être prolongée jusqu'au Port d'Oran depuis El Kerma. |

#### De A100 à A109
| N°   | Désignation de l'autoroute | Point kilométrique de départ                 | Point kilométrique de fin            | Longueur (km) | Wilayas traversées | Observations |
| ---- | -------------------------- | -------------------------------------------- | ------------------------------------ | ------------- | ------------------ | ------------ |
| A100 | Pénétrante de Zéralda      | Rocade Sud à Staouéli (Wilaya d'Alger)       | A2 à Birtouta (Wilaya d'Alger)       | 20            | Alger              |              |
| A102 | Pénétrante de Boudouaou    | A2 à Khemis El Khechna (Wilaya de Boumerdès) | N5 à Boudouaou (Wilaya de Boumerdès) | 13            | Boumerdès          |              |

### Rocades et évitements

#### Rocades
Rocade Nord d'Alger
- 16 km à 2x3 voies sur la majeure partie de l'autoroute.
- Elle relie Alger-Centre à Dar El Beïda.

 Rocade Ouest d'Alger
- 16 km à 2x3 voies.
- Elle relie Chéraga à Tessala El Merdja.

 Rocade Sud d'Alger
- 45 km à 2x3 voies.
- Elle relie Dar El Beïda à Zéralda.

 2e Rocade Sud d'Alger
- 61 km à 2x3 voies.
- Elle relie Boudouaou à Staoueli qui passe en moyenne à 5 km au sud de la Rocade Sud.

 4e Rocade d'Alger
- 262 km à 2x3 voies
- Elle relie entre A3 à Aïn Soltane et A2 à El Achir passent par le A1 au niveau de Berrouaghia et M'Sila au niveau de P17

 Rocade de Tizi Ouzou
 1ère Rocade Sud d'Oran
- 22 km à 2x2 voies
- Relie entre Bir el djir et Misserghine passent par Es-senia et Oran et sidi chami

 2ème Rocade d'Oran(route de port)
- 26 km à 2x2 voies
- Elle relie entre le port d'Oran et A62 (pénétrante d'oran) dans l'échangeur de El Kerma passent par Belgaid (bir el djir) et Hassi Bounif et Sidi Chami

#### Radiales
Radiale Baraki
- 7,8 km à 2x3 voies.
- Elle relie Les Eucalyptus à Saoula.

 Radiale Oued Ouchayah
- 8,6 km à 2x3 voies.
- Elle relie Hussein Dey à Baraki.

#### Pénétrantes
P23  Pénétrante d'Annaba
- 20 km à 2x2 voies
- Elle relie A2 (Dréan)  et Pénétrante Ouest de Annaba

## En projet

### A0Autoroute des Hauts Plateaux
- 1 030 km à 2x3 voies.
- Elle reliera la wilaya de Tlemcen (frontière marocaine) à la wilaya de Tébessa (frontière tunisienne).
- Cette autoroute sera dotée de plusieurs équipements, notamment d’une ligne de fibre optique.
- Le projet est divisé en plusieurs tronçons ; le coup d'envoi des travaux du premier tronçon qui reliera la ville de Batna à celle de Khenchela, sur un linéaire de 102 km, a été officiellement donné le jeudi 30 octobre 2014. La durée des travaux octroyée à ce tronçon est de 18 mois[19]. Autoroute des Hauts Plateaux 1ère tronçon.

### Pénétrantes
P 1 Ghazaouet - Maghnia 
- Elle reliera la ville de Ghazaouet à l'Autoroute A3 au niveau de l'échangeur de Maghnia (Wilaya de Tlemcen).
- Longueur du tracé : 41 km.
- Le nombre de voies sera de 2x3.

P 6 Saïda - Sig 
- Le premier tronçon de 43 km, qui reliera la ville de Mascara à l'Autoroute A3 au niveau de l'échangeur de Sig (Wilaya de Mascara), est en travaux depuis 2014.

P9 A Chlef - Ténès 
- Elle reliera la ville de Ténès à l'Autoroute A3 au niveau de l'échangeur de la Z.I. d'Oued Sly (Wilaya de Chlef).
- Longueur du tracé : 54 km.
- Le nombre de voies sera de 2x3.
- Les travaux ont débuté depuis janvier 2015 pour la première tranche de 22 km[20].

P 15 Tizi Ouzou - Bouira 
- Elle reliera la ville de Tizi Ouzou à l'Autoroute A2 au niveau de l'échangeur de Djebahia (Wilaya de Bouira).
- Longueur du tracé : 48 km.
- Le nombre de voies sera de 2x3.
- Les travaux ont débuté depuis mars 2014[21].

P 18 El Eulma - Jijel 
- Elle reliera le port de Djen-Djen (Jijel) à l'Autoroute A2 au niveau de l'échangeur de El Eulma (Sétif)
- Longueur du tracé: 120 km
- Le nombre des voies sera 2x3
- Un tronçon de 14 km est mis en service en janvier 2025[22].

P 20 Batna - Chelghoum Laïd 
- Elle reliera la ville de Batna à l'Autoroute A2 au niveau de l'échangeur de Chelghoum Laïd (Wilaya de Mila).
- Longueur du tracé : 62 km.
- Le nombre de voies sera de 2x3.
- Les travaux d'une première tranche de 20 km ont débuté officiellement le 3 juillet 2014[23].

P 21 Skikda - El Harrouch 

## À l'étude
P 1 Azazga - Azeffoun
- Longueur du tracé : 28 km.
- Le nombre de voies sera de 2x3.
- Les travaux devraient être entamés courant 2015.
- Longue

P 2 Tlemcen - El Aricha
- Longueur du tracé : 80 km
- Le nombre des voies sera 2x3

P 3 Beni Saf - Sidi Bel Abbès - Saïda
- Longueur du tracé: 145 km
- Le nombre des voies sera 2x3

P 5 Oued Tlélat - Arzew
- Longueur du tracé : 39 km
- Le nombre des voies sera 2x2

P 8 Relizane - Sougueur
- Longueur du tracé : 125 km
- Le nombre des voies sera 2x3

P 9B Chlef - Tissemsilt
P 10 Khemis Meliana - Tissemsilt - Tiaret
- Longueur du tracé : 160 km
- Le nombre des voies sera 2x3

P 11 Boumedfaâ - Tipaza
- Longueur du tracé : 22 km.
- Le nombre des voies sera 2x3

P 13 Larbaâ - Aïn El Hadjel
- Longueur du tracé : 120 km
- Le nombre des voies sera 2x3

P 14 Bouira - Bir Ghbalou
P 17 M'sila - 4e Rocade Sud d'Alger
P 19 Sétif - Magra
- Longueur du tracé : 83 km.
- Le nombre des voies sera 2x3

P 23A Dréan - Tébessa
- Longueur du tracé : 195 km.
- Le nombre des voies sera 2x3

## Rocades et évitements
Rocade De Tlemcen (N22C)
 Rocade Nord de Sidi-bel-Abbès
 Évitement Ouest de Aïn Témouchent (N35A)
 1ère Rocade Sud d'Oran
 2ème Rocade d'Oran
 Rocade Sud de Mascara
 Rocade Nord de Mascara
 Rocade Est de Mascara (N17A)
 Rocade de Mostaghanem (N11A)
 Rocade de Relizane
 Rocade Sud de Tiaret
 Évitement de Naâma
 Évitement d'Adrar
 Rocade Est de Chlef
 Rocade De Cherchell
 Rocade de Tipaza
 1re Rocade sud d'Alger
 Rocade nord d'Alger
 2e Rocade Sud d'Alger
 3e Rocade Sud d'Alger
 4e Rocade Sud d'Alger
 Rocade De Boumerdès
 Rocade Nord de Tizi Ouzou
 Evitement de Azazga
 Évitement de Bouira
 Évitement de Bordj Bou Arreridj
 Rocade de M'Sila
 Evitement Est de Sétif
 Périphérique Nord de Batna
 Pénétrante Ouest de Annaba

## Réseaux routiers connexes

### Voies rapides
Voie rapide Alger - Tizi Ouzou
- 1986 : Dar El Beïda - Bordj Menaïel de 62,5 km
- 1990 : Bordj Menaïel - Tizi Ouzou de 38 km
- 1990 : Pénétrante de Boumerdès de 4 km
- 2002 : Dédoublement Tizi-Ouzou - Tala-Toulmouts de 12 km
- 2005 : Rocade Sud de Tizi-Ouzou de 12,3 km

Voie rapide Thenia - Lakhdaria
- 1990 : Thenia - Ammal de 10 km

Voie rapide Alger - Blida
- 1990 : Birkhadem – Blida de 32,5 km
- 2006 : El Harrach -  Baraki de 7 km

Voie rapide Oran - Tlemcen
- 2010 : Tlemcen - Aïn Temouchent de 74 km
- 2010 : Aïn Témouchent - Oran de 68 km
- 2008 : El Malah - Terga de 9 km

Voie rapide Oran - Sidi Bel Abbes
- 2009 : Oran - Sidi Bel Abbes de 77 km

Voie rapide Oran - Mostaganem
- 1988 : Oran - Gdyel - Arzew - Mostaganem de 70 km

Voie rapide Bordj Bou Arréridj - El Eulma
- 2006 : Bordj Bou Arriedj - Sétif de 66 km
- 2009 : Sétif - Amoucha de 18 km
- 2002 : Sétif - El Eulma de 27 km
- 2009 : El Eulma - Tadjenanet de 24 km
- 2010 : Sétif - Ain Oulman de 33 km
- 2011 : contournement nord-est de Sétif de 18 km

Voie rapide Béchar – Béni Ounif
- Béchar – Béni Ounif sur 101 km 2 × 2 voies ( en construction).

Voie rapide Khemis Miliana - Tissemsilt
- Khemis Miliana - Tissemsilt sur 160 km 2 × 2 voies ( en construction).

Voie rapide Maghnia – Marsa Ben M'Hidi
- Maghnia – Marsa Ben M'Hidi  60 km 2 × 2 voies ( en construction, 12 premiers km livrés).

Voie rapide Ghazaouet– Marsa Ben M'Hidi
- Ghazaouet – Marsa Ben M'Hidi  60 km 2 × 2 voies ( en construction).

Voie rapide Béni Saf – Sidi Bel Abbes
- Béni Saf – Ain Témouchent  30 km 2 × 2 voies ( en construction).
- Béni Ain Témouchent Sidi Bel – Abbes 55 km 2 × 2 voies (en projet).

Voie rapide Ain Témouchent – Oran par N108
- Béni Ain Témouchent  – Hammam Bou Hadjar – Ain Larbraa – Tamazougha – El Hamoul 70 km 2 × 2 voies ( en construction).

Voie rapide Hadjert Ennous(w.Tpaza)-Bou Ismail(w.Alger) 82 kilomètres

### Rocades
Rocades d'Alger

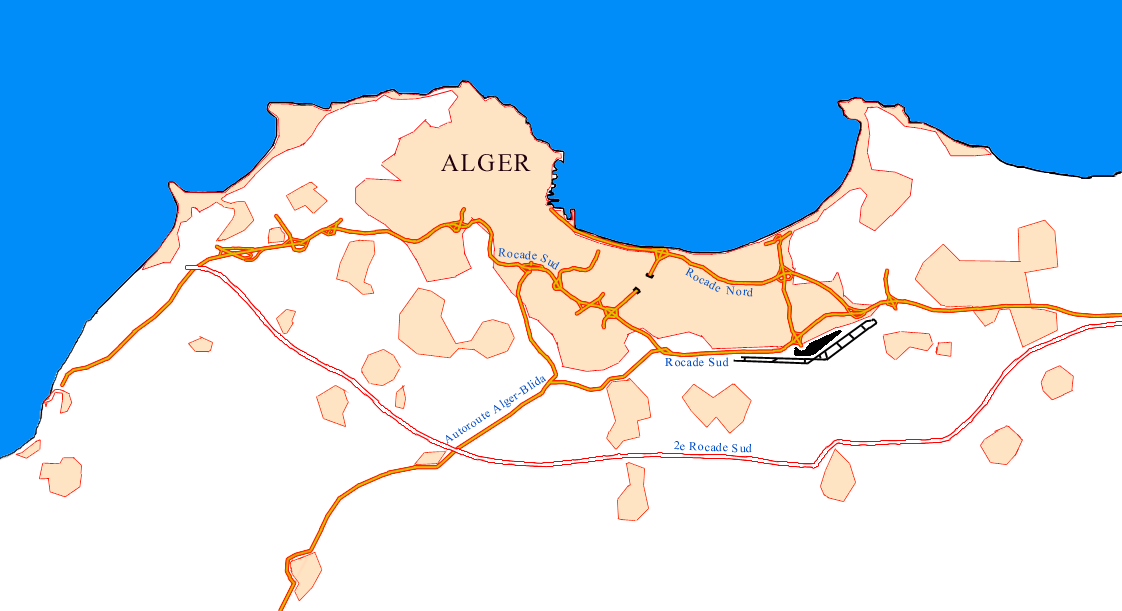
Réseau autoroutier de la région d'Alger

- 1985 : Rocade Nord (Alger-Centre - Dar El Beïda) de 16 km
- 1988 : Liaison rocade Nord - rocade Sud (Mohammadia - Oued Ouchaïah) de 4 km
- 1988 : Rocade Est Bordj El Kiffan - Aéroport de 4,5 km.
- 1996 : Rocade Sud (Douaouda - Dar El Beïda) de 45,5 km
- 2009 : 2e rocade Sud (Zéralda - Boudouaou) de 68 km.2X3 Voies

Rocades d'Oran
- 1989 : Pénétrante Sud (Oran - Es Sénia - Oued Tlelat) de 22 km
- 2007 : Rocade Sud (Bir El Djir – Es Sénia - Messerghine de 32 km
- 2007 : Es Sénia - Sidi Chami de 6 km

Rocades d'Annaba
- 1985 : Berrahal - Annaba de 28,5 km
- 1985 : Rocade Est de 3,5 km
- 2005 : Pénétrante Sud (El Hadjar - El Bouni - Annaba) de 11,5 km

Rocades de Constantine
- 1988 : Rocade Est (Constantine - El Khroub- El Gourzi) de 35 km
- 2004 : Rocade Sud (Aïn Smara - Zighoud Youcef) de 31 km
- 2008 : Rocade Nord-Est (Ali Mendjeli - El khroub) de 10 km

Rocades de Batna
- 1997/2009 : Batna - Ain yagout de 40 km
- 2002/2010 : Batna - Aïn Touta - Elkantara de 60 km
- 2010/2011 : Batna - Ain djasser de 60 km